# Perosinho
Perosinho é uma vila portuguesa que foi sede da extinta Freguesia de Perosinho do Município de Vila Nova de Gaia, freguesia que tinha 4,71 km² de área e 6 359 habitantes (2011), donde uma densidade populacional de 1 350,1 hab/km².
A Freguesia de Perosinho foi extinta a partir de 29 de Setembro de 2013, tendo passado a fazer parte integrante da então criada União de Freguesias de Serzedo e Perosinho.
Por sua vez, a povoação de Perosinho foi elevada à categoria de vila em 12 de Julho de 2001.

## População
| População da freguesia de Perozinho | População da freguesia de Perozinho | População da freguesia de Perozinho | População da freguesia de Perozinho | População da freguesia de Perozinho | População da freguesia de Perozinho | População da freguesia de Perozinho | População da freguesia de Perozinho | População da freguesia de Perozinho | População da freguesia de Perozinho | População da freguesia de Perozinho | População da freguesia de Perozinho | População da freguesia de Perozinho | População da freguesia de Perozinho | População da freguesia de Perozinho |
| ----------------------------------- | ----------------------------------- | ----------------------------------- | ----------------------------------- | ----------------------------------- | ----------------------------------- | ----------------------------------- | ----------------------------------- | ----------------------------------- | ----------------------------------- | ----------------------------------- | ----------------------------------- | ----------------------------------- | ----------------------------------- | ----------------------------------- |
| 1864                                | 1878                                | 1890                                | 1900                                | 1911                                | 1920                                | 1930                                | 1940                                | 1950                                | 1960                                | 1970                                | 1981                                | 1991                                | 2001                                | 2011                                |
| 1 370                               | 1 679                               | 1 891                               | 1 963                               | 2 165                               | 2 093                               | 2 384                               | 2 773                               | 2 910                               | 3 174                               | 4 141                               | 4 679                               | 5 091                               | 5 950                               | 6 359                               |

| Distribuição da População por Grupos Etários | Distribuição da População por Grupos Etários | Distribuição da População por Grupos Etários | Distribuição da População por Grupos Etários | Distribuição da População por Grupos Etários | Distribuição da População por Grupos Etários | Distribuição da População por Grupos Etários | Distribuição da População por Grupos Etários | Distribuição da População por Grupos Etários | Distribuição da População por Grupos Etários |
| -------------------------------------------- | -------------------------------------------- | -------------------------------------------- | -------------------------------------------- | -------------------------------------------- | -------------------------------------------- | -------------------------------------------- | -------------------------------------------- | -------------------------------------------- | -------------------------------------------- |
| Ano                                          | 0-14 Anos                                    | 15-24 Anos                                   | 25-64 Anos                                   | > 65 Anos                                    |                                              | 0-14 Anos                                    | 15-24 Anos                                   | 25-64 Anos                                   | > 65 Anos                                    |
| 2001                                         | 965                                          | 790                                          | 3 411                                        | 784                                          |                                              | 16,2%                                        | 13,3%                                        | 57,3%                                        | 13,2%                                        |
| 2011                                         | 957                                          | 694                                          | 3 680                                        | 1 028                                        |                                              | 15,0%                                        | 10,9%                                        | 57,9%                                        | 16,2%                                        |

Média do País no censo de 2001:  0/14 Anos-16,0%; 15/24 Anos-14,3%; 25/64 Anos-53,4%; 65 e mais Anos-16,4%
Média do País no censo de 2011:   0/14 Anos-14,9%; 15/24 Anos-10,9%; 25/64 Anos-55,2%; 65 e mais Anos-19,0%

## Património
- Capelas de Nossa Senhora do Pilar, de Santa Catarina e da Senhora de Lurdes
- Quinta da Pena
- Vestígios arqueológicos castrejos

## Equipamentos
Em Perosinho existem as seguintes infraestruturas:
- Grupo Musical da Mocidade Perosinhense;
- Associação Recreativa de Perosinho;
- Clube de Futebol de Perosinho;
- Rancho Folclórico de Perosinho;
- Academia Pitagórica de Perosinho;
- Biblioteca Pública de Perosinho;
- Associação Recreativa e Cultural de Sirgueiros;
- Escola Perosinhense de Fandango;
- Clube Triatlo de Perosinho;
- Restaurante Manjar Quinta da Pena;

Perosinho Cultural é a grande festa anual da freguesia onde todas as colectividades se unem para formar um evento gastronómico e cultural de referência.